# Münstertal/Schwarzwald
Pour l’article homonyme, voir Val Müstair.
Münstertal/Schwarzwald est une commune de Bade-Wurtemberg (Allemagne), située dans l'arrondissement de Brisgau-Haute-Forêt-Noire, dans le district de Fribourg-en-Brisgau.

## Géographie
La commune de Münstertal se situe dans la vallée de même nom qui s'étend de Staufen im Breisgau jusqu'en direction du Belchen et du Schauinsland.

## Quartiers (Ortsteile)
Münstertal est composé de deux anciennes communes autonomes distinctes, Obermünstertal et Untermünstertal, qui constituent les différents quartiers de la commune actuelle.

### Armoiries des quartiers

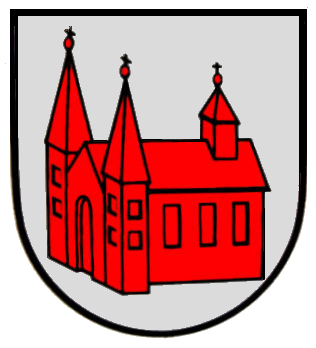
Obermünstertal
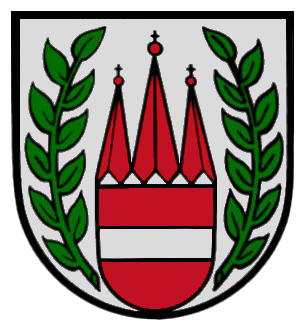
Untermünstertal

## Jumelage
- Rittersgrün (Breitenbrunn/Erzgeb.) (Allemagne)

## Personnalités liées à la commune
- Karl Pfefferle : apiculteur fondateur du musée d'apiculture de Münsteral (de)